# Мерчандайзер
Мерчанда́йзер (англиц. от merchandiser «торговец») — товаровед или помощник товароведа, человек, представляющий производственную или торговую компанию в торговых сетях (чаще всего супер- и гипермаркетах). Отвечает за выкладку товара, установку сопутствующего необходимого оборудования (холодильники, дополнительные витрины, поддоны промоакций), размещает POS-материалы.
Основная задача — контроль наличия всего ассортимента компании на полках магазина и расположение его в наиболее благоприятных для покупки местах. Также в обязанности может входить:
- увеличение доли полки товара;
- выкладка товара согласно корпоративной планограмме;
- размещение POS-материала;
- помощь в организации промоакций (взаимодействие с внутренним персоналом магазина);
- поддержание торгового запаса;
- составление заказов;
- корректировка розничных цен на товар;
- аудит цен, долей полок и промоакций конкурентов;
- решение локальных проблем в точке продажи;
- размещение товара на промо-дисплеях (в том числе и неоплаченных);
- поддержание товарного вида упаковки;
- поддержание имиджа торговой марки (бренда).

Мерчандайзер является одним из элементов механизма мерчандайзинга.
Мерчандайзеров можно разделить на три вида:
- мобильный (визитный) мерчандайзер, в течение рабочего времени посещающий несколько магазинов, последовательно переходя из одного в другой;
- стационарный мерчандайзер, осуществляющий мерчандайзинг в течение всего рабочего времени в одном магазине;
- универсальный (гибридный) мерчандайзер с плавающим день ото дня графиком, осуществляющий функции мобильного или стационарного мерчандайзера в зависимости от текущей необходимости.